# Umar al-Baschir

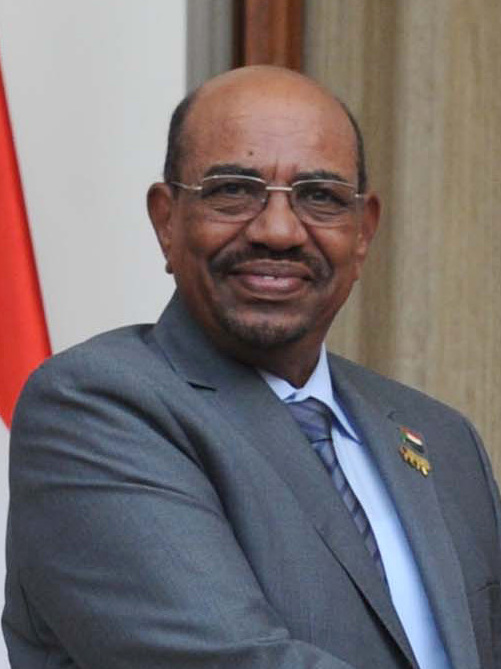
Umar al-Baschir (2015)

Umar Hasan Ahmad al-Baschir, häufig Omar al-Baschir (arabisch عمر حسن أحمد البشير, DMG ʿUmar Ḥasan Aḥmad al-Bašīr; * 1. Januar oder 7. Januar 1944 in Hosh Bannaga bei Schandi, Sudan), ist ein ehemaliger sudanesischer Politiker, Revolutionär, Diktator und Soldat. Er war von 1993 bis zu seiner Absetzung durch das Militär im April 2019 der (autoritär regierende) Staatspräsident des Sudan.
Er kam 1989 nach einem unblutigen Militärputsch im Sudan an die Macht und regierte das Land nach einer islamisch-fundamentalistischen Haltung. Wegen Völkermordes, Verbrechen gegen die Menschlichkeit und Kriegsverbrechen im Darfur-Konflikt hat der Internationale Strafgerichtshof (IStGH) in Den Haag Haftbefehl gegen al-Baschir – und damit erstmals gegen einen amtierenden Staatschef – erlassen. Aufgrund fehlender Kooperation des UN-Sicherheitsrates mit dem IStGH wurden die Ermittlungen mangels Aussicht auf Erfolg im Dezember 2014 zeitweilig eingestellt. 2020 gab die sudanesische Übergangsregierung bekannt, dass Baschir an den IStGH ausgeliefert werde. Bisher (Stand Oktober 2024) kam es allerdings nicht zur Auslieferung.

## Werdegang
Al-Baschir stammt von einer alten Familie im islamisch dominierten Norden ab. 1960 trat er in die Armee ein und absolvierte Militärakademien in Ägypten, Malaysia, Pakistan und 1988 auch in den USA. Der überzeugte arabische Nationalist machte in der Armee schnell Karriere bis zum Generalleutnant. Er verfügt zudem über militärische Erfahrungen als Fallschirmjäger im Jom-Kippur-Krieg 1973 gegen Israel auf ägyptischer Seite. Nach seiner Rückkehr aus Ägypten war er im Kampf der Regierungstruppen gegen die Sudanesische Volksbefreiungsarmee (SPLA) im Süden des Landes eingesetzt.
Im Sudan war er seit den 1980er Jahren Verfechter einer islamisch-fundamentalistischen Haltung und stärkte damit den Norden gegen die christlich-animistisch geprägten südlichen Landesteile. Al-Baschir förderte in seinem Herrschaftsbereich die Anwendung der Scharia tatkräftig. Wenn er den Eindruck hatte, dass einzelne Islamisten im eigenen Lager seine Macht gefährdeten, ging er auch gegen diese Glaubensgenossen vor.

### Putsch
Am 30. Juni 1989 übernahm al-Baschir mit einer Gruppe Offiziere die Macht im Sudan nach einem unblutigen Militärputsch gegen die Regierung von Ministerpräsident Sadiq al-Mahdi; der Putsch wurde von der Islamischen Republik Iran unterstützt. Er gründete den Revolutionären Kommandorat zur Errettung der Nation (RCC), ernannte sich zum Oberkommandierenden der Streitkräfte und zum Staatsoberhaupt. Mit seinem Revolutionären Kommandorat errichtete er ein repressives islamisch-fundamentalistisches Regime und führte gegen den Süden des Landes einen erbitterten Feldzug. Der christlich und ethnoreligiös geprägte Süden, bestehend aus drei Südprovinzen, fühlte sich bereits in der Kolonialzeit vernachlässigt und seit der Unabhängigkeit des Landes am 1. Januar 1956 vom Norden unterdrückt. Der Südsudan verlangte eine weitreichende Autonomie, die auch al-Baschir nicht zusicherte. Umar al-Baschir regierte das Land als Alleinherrscher mit seiner Nationalen Kongresspartei.

### Präsidentschaft
Ab 1993 wurde al-Baschir auch formell Staatspräsident und in dieser Funktion bei Wahlen 1996 und 2000 im Amt bestätigt. 1999 unterband al-Baschir eine von Hasan at-Turabi als Gesetz in die Nationalversammlung eingebrachte Verfassungsänderung, welche seine Macht beschnitten hätte, durch Auflösung des Parlaments. Die USA setzten den Sudan in den 1990er Jahren auf ihre Liste der Schurkenstaaten. Osama bin Laden konnte sich unter al-Baschir problemlos bis 1996 im Lande aufhalten. Nach den Terroranschlägen am 7. August 1998 auf die US-Botschaften in Nairobi/Kenia und Daressalam/Tansania führten die Vereinigten Staaten Militäraktionen auch gegen Khartum durch, weil im Sudan Unterstützer der Terroristen vermutet wurden. Der Raketenangriff zerstörte die Asch-Schifa-Arzneimittelfabrik in al-Chartum Bahri. Dies führte zum Bruch al-Baschirs mit der westlichen Weltmacht. Nach den Terroranschlägen des 11. September 2001 beteiligte sich al-Bashir jedoch an den von den USA initiierten Anti-Terror-Maßnahmen.
Seit 2003 ging al-Baschir gegen separatistische Bewegungen der sudanesischen Provinz Darfur vor, wo sich mehrere Rebellengruppen im Darfur-Konflikt gegen das autoritäre Regime in Khartum auflehnen. Die Erlaubnis, den Vertriebenen und Hungernden helfen zu dürfen, ließ sich al-Baschir von internationalen Nichtregierungsorganisationen mit hohen Gebühren und Zahlungen aller Art bezahlen. So wurden die Hilfsorganisationen zu den „Milchkühen“ seiner Diktatur.
2004 beendete al-Baschirs Regime den Krieg gegen die Südprovinzen des Landes. Mit dem im Januar 2005 geschlossenen Friedensvertrag wurde eine gemeinsame nordsudanesisch-südsudanesische Übergangsregierung gebildet. Über die Teilung der Einnahmen aus den Ölquellen wurde dabei nicht endgültig entschieden.
Im Februar 2011 gab al-Baschir bekannt, bei der nächsten Präsidentschaftswahl nicht mehr zu kandidieren, nahm jedoch seine Aussage zurück und stellte sich im April 2015 den Präsidentschaftswahlen, die er am 27. April mit 94 Prozent der Stimmen gewann. Offiziell gingen 46,4 Prozent der Bürger zur Wahl, während Wahlbeobachter der Afrikanischen Union lediglich 30 bis 35 Prozent Wahlbeteiligung schätzten.

### Haftbefehl des IStGH
Am 14. Juli 2008 kündigte der Chefankläger des Internationalen Strafgerichtshofes (IStGH) in Den Haag, Luis Moreno Ocampo, gegen al-Baschir Haftbefehl wegen Völkermordes, Verbrechen gegen die Menschlichkeit und Kriegsverbrechen im anhaltenden Darfur-Konflikt an. Dies war der erste Fall, bei dem der Chefankläger des IStGH einen Haftbefehl gegen einen amtierenden Staatschef beantragte. Die Vorverfahrenskammer des IStGH erließ das beantragte Rechtsmittel am 4. März 2009. Die Anklage wegen Völkermordes wurde durch Mehrheitsentscheid (bei einem Sondervotum der lettischen Richterin Anita Ušacka) nicht eingeschlossen, da für diesen keine hinreichenden Beweise vorgelegt worden seien; eine spätere Erweiterung des Haftbefehls um diesen Vorwurf behielt sich das Gericht jedoch ausdrücklich vor. Bereits ein Jahr später, am 12. Juli 2010, stellte die Vorverfahrenskammer des IStGH einen zusätzlichen Haftbefehl wegen Völkermords aus. Al-Baschir wird angelastet, er habe die Absicht gehabt, insbesondere die Ethnien der Fur, Masalit und Zaghawa zu vernichten, indem er sie getötet, verwundet oder lebensbedrohlichen Bedingungen ausgesetzt habe.
Die Kritiker des Haftbefehls (zum Beispiel die Volksrepublik China, Russland, die Arabische Liga, Afrikanische Union) bezeichneten die Anklagen des IStGH als Hindernis für Friedensverhandlungen in Darfur. Im Juli 2009 verabschiedete die Afrikanische Union eine Resolution, den Haftbefehl gegen al-Baschir zu missachten. Der Kongress der Afrikanischen Union, der im Jahr 2012 in Malawi stattfinden sollte, musste jedoch nach Äthiopien verlegt werden, nachdem sich Malawis Präsidentin Joyce Banda geweigert hatte, al-Baschir zu empfangen. Im Jahr 2013 besuchte al-Baschir ungehindert die Volksrepublik China, den Iran, Äthiopien und Nigeria. Aus Nigeria musste er allerdings vorzeitig abreisen, nachdem dortige Menschenrechtsaktivisten vor Gericht gegangen waren, um seine Verhaftung zu erwirken.
Am 12. Dezember 2014 teilte die Chefanklägerin Fatou Bensouda dem UN-Sicherheitsrat mit, dass sie ihre Ermittlungen mangels Aussicht auf Erfolg einstellen müsse. Denn die afrikanischen Staaten, die Al-Baschir nach der Ausstellung des internationalen Haftbefehls bereist hatte, waren nicht bereit, diesen zu vollstrecken. Es sei, „als fahnde man nach Al Capone – aber bloß mit der höflichen Bitte an Capone, ob er sich nicht selbst stellen wolle, sowie mit der Bitte an andere mächtige Gruppen, ob sie ihn nicht einfangen und abgeben könnten“.
Am 14. Juni 2015 entschied der südafrikanische North Gauteng High Court in Pretoria, dass al-Baschir, der sich zu diesem Zeitpunkt wegen eines Gipfeltreffens der Afrikanischen Union in Südafrika aufhielt, das Land nicht verlassen dürfe, bis über das Festnahme-Ersuchen des IStGH entschieden worden sei. Südafrika ist Mitgliedsstaat des Römischen Statuts des Internationalen Strafgerichtshofs. Am 15. Juni 2015 reiste al-Baschir jedoch, unter Missachtung der Anordnung des südafrikanischen Gerichts, aus Südafrika in den Sudan aus. In Südafrika weitete sich die ungehinderte Ausreise von al-Baschir zu einer Verfassungskrise aus. Er war mit Polizeieskorte, also offensichtlich mit Wissen der südafrikanischen Regierung, zum Flughafen gebracht worden. UN-Generalsekretär Ban Ki-moon erklärte, dass Länder, die die Statuten des Internationalen Strafgerichtshofs anerkannt hätten, dessen Haftbefehle auch ausführen müssten. Im heimatlichen Khartum wurde al-Baschir von jubelnden Anhängern begrüßt. Offizielle sudanesische Regierungssprecher verspotteten die missglückte Aktion gegen ihn als „lahm und bedeutungslos“. Der IStGH verurteilte das Vorgehen der südafrikanischen Regierung per einstimmigem Richterbeschluss.
Am 11. Februar 2020 gab die sudanesische Übergangsregierung bekannt, dass Baschir an den IStGH ausgeliefert werde.

### Sturz
Am 11. April 2019 wurde al-Baschir nach Protesten der Bevölkerung, die im Jahr 2018 begannen, durch das Militär gestürzt. An der Spitze des Sudan folgte zunächst der Verteidigungsminister Ahmed Awad Ibn Auf. Al-Baschir wurde an einem unbekannten Ort festgehalten und am 17. April ins Kobar-Gefängnis im Norden Khartums gebracht. In seinem Haus wurde bei einer anschließenden Durchsuchung Bargeld in unterschiedlichen Währungen im Wert von rund sieben Millionen Euro gefunden. Die sudanesische Staatsanwaltschaft ermittelt seitdem wegen des Verdachts auf Geldwäsche und des unerlaubten Besitzes ausländischer Währungen gegen ihn. Im Juni 2019 wurde er wegen Korruption angeklagt und am 14. Dezember desselben Jahres deswegen schuldig gesprochen und zu zwei Jahren Haft verurteilt. Im November 2019 wurde seine Nationale Kongresspartei verboten.

## Ehen
Umar al-Baschir ist mit seiner Cousine Fatima Khalid verheiratet. Später heiratete er als Zweitfrau Widad Babiker Omer, deren erster Ehemann bei einem Hubschrauberabsturz gestorben war. Widad Babiker Omer hat mehrere Kinder aus ihrer ersten Ehe. 
Baschir hat keine Kinder.